# Istina
Istina (mot qui, en russe, signifie Vérité) est un Centre d'études au service de l'œcuménisme fondé par les dominicains en 1927.

## De la fondation au concile Vatican II
Issu d'un Collège fondé, en 1923, à Lille, par des dominicains à destination des émigrés russes, le Centre Istina, dans sa forme définitive, fut créé en 1927 pour promouvoir les études russes et les rencontres avec le monde slave. 
Avec l'accession du père Christophe-Jean Dumont à sa direction et à la suite de son transfert à Paris, l'orientation intellectuelle des études se précise dans la perspective de l'unité chrétienne.
 La réflexion sur les questions théologiques constitue l'essentiel du travail de ses membres et le contenu dominant de sa publication Russie et Chrétienté, devenue en 1954 Istina. 
Après la Seconde Guerre mondiale, l'orientation œcuménique du Centre Istina s'élargit progressivement à tout l'Est européen puis au monde protestant et aux chrétientés du Proche-Orient. Le Centre, avec l'appui du cardinal Tisserant, fit alors œuvre de pionnier de l'unité chrétienne en organisant, conjointement avec l'Institut Saint-Serge, des rencontres régulières de 1947 à 1953 entre théologiens catholiques et théologiens russes de l'émigration.
En collaboration avec de nombreux théologiens précurseurs de l'œcuménisme, dont le Père Yves-Marie Congar, Istina joua un rôle de premier plan dans la préparation du concile Vatican II.

## Le concile et le mouvement œcuménique
Après le concile, le Centre poursuivit son œuvre de promotion de l'œcuménisme, avec notamment le Père Marie-Joseph Le Guillou. À partir des années 1970, sous la direction du Père Bernard Dupuy, le Centre étend ses intérêts au monde juif et aux études hébraïques. 

## Istina aujourd'hui
Le Centre d'études Istina poursuit aujourd’hui sa mission selon trois axes :	
- œcuménisme théologique : revue œcuménique istina, bibliothèque œcuménique collection œcuménique Istina, conférences et colloques
- œcuménisme pratique : Collège Saint-Basile, accueil de chercheurs
- œcuménisme spirituel : prière pour l'Unité

Le Centre dispose d'une importante bibliothèque spécialisée dans les recherches œcuméniques. 

## Sources
- Le site d’Istina.
- Marie-Hélène Blanchet, La question de l'Union des Églises (XIIIe – XVe siècle) : historiographie et perspectives, In: Revue des études byzantines, tome 61, 2003. p. 40.